# Вайтенс, Андрей Петрович
Андрей Петрович Вайтенс (1878—1940) — русский архитектор.

## Биография
Родился 27 августа (8 сентября) 1878 года в Санкт-Петербурге — сын владельца гостиницы Петра Петровича Вайтенса и его супруги, Клавдии Прокофьевны. Семья жила в доме 28 на набережной реки Мойки и до 1896 года он учился в Реформатском училище, располагавшемся недалеко — в доме 38.
С 1897 года учился в Высшем художественном училище при Императорской Академии художеств (мастерская А. Н. Померанцева); 6 сентября 1904 года получил звание художника-архитектора за проект: «Дворец Наместника Его Императорского Величества на Дальнем Востоке». Был членом Петербургского общества архитекторов.
В 1910-х годах преподавал на Женских политехнических курсах и Женских архитектурных курсах Е. Ф. Багаевой, впоследствии преобразованных в институты.
В Советское время преподавал в Ленинградском художественно-техническом институте.
Скончался 21 декабря 1940 года от болезни сердца. Похоронен на Лахтинском кладбище (после третьего инфаркта).

## Проекты в Санкт-Петербурге — Ленинграде
- Лесная улица (Ольгино), д. №№ 19, 21, 23 — дача А. П. Вайтенса (1908—1910)[3]
- Набережная реки Мойки, д. № 94 — отделка вестибюля и гостиной Юсуповского дворца (1910—1914)
- Улица Декабристов, д. № 39 — входной портал и павильоны «Луна-Парка» (1912; не сохранились).
- Производственные сооружения Газового общества для освещения улиц (1914)
- Каменноостровский проспект, д. № 39 — доходный дом Ф. Ф. Нидермейера (1914—1916; завершен в 1949—1951).
- Бородинская улица, д. № 8/10 — школа № 308 им. И. П. Павлова (1936)
- Институт изучения профзаболеваний в Ленинграде

## Проекты в окрестностях Санкт-Петербурга

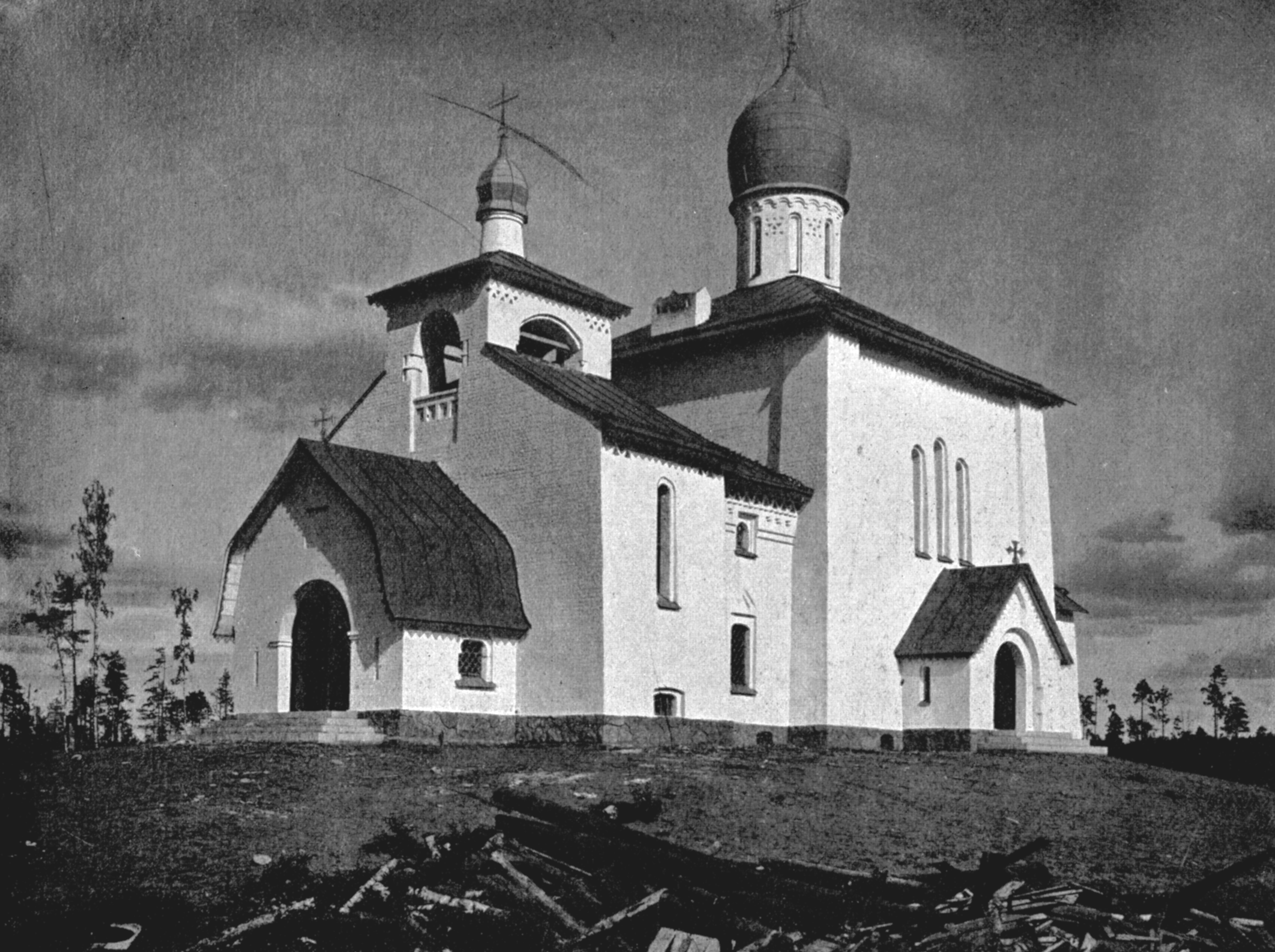
Церковь в усадьбе З. Н. Юсуповой на реке Мге, 1913 год. Не сохранилась.

- Реконструкция дачи Зинаиды Юсуповой в Царском Селе (1909—1911).
- Церковь в «Юсуповском посёлке» Шлиссельбургского уезда Санкт-Петербургской губернии, при станции Мга Северных железных дорог. Земля из Благовещенского имения княгини Юсуповой на реке Мге, выделенная под возведение храма, была пожертвована Петербургской духовной консистории в 1910 году (1911—1912; не сохранились).
- хозяйственные сооружения в Царском Селе (не сохранились).

## Другие проекты
- правительственные дачи и здания на Черноморском побережье Кавказа.

## Семья
Был женат на Софье Казимировне Подсендковской — на одной её сестре, Елене Казимировне (1885—1974), был женат Н. Е. Лансере; на другой — Елизавете Казимировне — был женат сын Юлия Юльевича Бенуа, тоже Юлий Юльевич (1882—1941).
Два их сына — Пётр (1908—?) и Георгий, также стали архитекторами. Внук — Андрей Георгиевич Вайтенс (род. 1947) – доцент Санкт-Петербургского государственного архитектурно-строительного университета, автор статей по истории ленинградской архитектуры 1920—1930 годов и разных аспектах градостроительной деятельности. 